# 真柴あずき
真柴 あずき（ましば あずき、本名：佐々木直美、1964年3月20日 - ）は、日本の女優、演出家、劇作家、脚本家。山口県岩国市出身。演劇集団キャラメルボックス所属。

## 来歴
山口県立岩国高等学校、早稲田大学第二文学部文芸専攻卒業。学生劇団「てあとろ50'」を経て、成井豊・加藤昌史等と共に1985年、演劇集団キャラメルボックスを旗揚げ。
1993年『四月になれば彼女は』で劇作家デビュー。以後、成井豊と共同（作品のプロットはほぼ彼女が担当）でキャラメルボックス作品の作･演出を年1-2本程度手がける。
また、同劇団員の坂口理恵・声優の緒方恵美と共に、2009年に劇団「ARMs」を旗揚げした。

## 人物
- 漫画家の渡辺多恵子とは友人関係[1]で、1996年に『風を継ぐ者』を観劇した渡辺はそれをきっかけとして漫画作品『風光る』を連載開始。また、『風光る』単行本10巻の巻末漫画で真柴がイラスト（目だけ描かれていない状態）で登場している。[2]

## 作品一覧

### テレビドラマ
- 怪談百物語（2002年、フジテレビ） - 第11回(最終話)「牡丹燈籠」担当
- 雨と夢のあとに（2005年、テレビ朝日） - 成井豊と担当。翌年2006年、演劇集団キャラメルボックスで舞台化。
- てるてるあした（2006年、テレビ朝日） - 成井豊と担当
- モップガール（2007年、テレビ朝日） - EP:1・4担当
- 素晴らしい世界「僕の落とし物」(2008年、HTB) - 全8話
- 七瀬ふたたび（2008年、NHKドラマ8版） - 第5・6・7回担当
- 四つ葉神社ウラ稼業 失恋保険〜告らせ屋〜（2011年） - case:2・5担当
- 菜の花ラインに乗りかえて~Flowers For Another Life（2013年[3]、NHK） - 脚本担当
- 水曜ミステリー9「カメラマン亜愛一郎の迷宮推理（2013年、テレビ東京） - 脚本担当

### 映画
- 月とキャベツ（1996年、篠原哲雄監督作品）

### ドラマCD
- 風光る

### 舞台

#### 演劇集団キャラメルボックス
太字以外は全て成井豊と共同担当している
- 『四月になれば彼女は』(1993年・2002年)
- 『ALONE AGAIN』(1994年・2003年)
- 『俺たちは志士じゃない』(1994年・1998年・2006年) - 2006年は脚本のみ
- 『ヒトミ』(1995年・2004年・2014年) - 1995年・2004年は脚本のみで役者も兼任、2013年は脚本・演出を担当し出演はしない。
- 『風を継ぐ者』(1996年・2001年・2009年)
- 『あなたが地球にいた頃』(1997年)
- 『ブラック・フラッグ・ブルース』(1997年・2004年)
- 『マイ・ベル』(1998年)
- 『TRUTH』(1999年・2005年)
  - 2005年（2月17日 - 3月27日、新神戸オリエンタル劇場／3月31日 - 4月3日、メルパルクホール大阪／4月7日 - 10日、サンシャイン劇場／10日、サッポロファクトリーホール・よみうりホール・テレピアホール・イムズホール）
- 『MIRAGE』(2000年)
- 『エトランゼ』(2001年)
- 『裏切り御免!』(2002年)
- 『我が名は虹』(2004年)
- 『雨と夢のあとに』(2006年・2013年)
- 『まつさをな』(2007年)
- 『君の心臓の鼓動が聞こえる場所』(2008年)
- 『すべての風景の中にあなたがいます』(2009年)
- 『光の帝国』(2009年)
- 『エンジェル・イヤーズ・ストーリー』(2009年)
- 『バイ・バイ・ブラックバード』（2010年5月13日 - 6月6日、サンシャイン劇場／6月12日 - 20日、新神戸オリエンタル劇場）
- 『夏への扉』(2011年) - 演出のみ
- 『賢治島探検記』(2011年) - 演出のみ
- 『降り注ぐ百万粒の雨さえも』（2011年8月6日 - 28日、サンシャイン劇場／9月3日・4日、名鉄ホール／9月10日 - 18日、新神戸オリエンタル劇場）
- 『流星ワゴン』（2011年）
- 『容疑者Xの献身』(2012年) - 演出のみ
- 『アルジャーノンに花束を』(2012年)
- 『隠し剣鬼ノ爪』
- 『盲目剣谺返し』
- 『彼の背中の小さな翼』(2013年) - 単独で脚本・演出を担当
- 『ジャングル・ジャンクション』(2013年) - 脚本のみ
- 『ケンジ先生』(2013年) - 演出のみ
- 『あなたがここにいればよかったのに』(2014年)
- 『涙を数える』(2014年）
- 『時をかける少女』(2015年） - 演出のみ
- 『君をおくる』(2015年） - 演出のみ

## 著作
- 不思議な恋のつくりかた(ワニブックス)

## 出演作品

### 舞台

#### 演劇集団キャラメルボックス
- 『地図屋と銀ライオン(1986年、渚) - 旗揚げ公演。本来主演のつなみ役する予定だったが、公演寸前で交代となった。[4]
- 『左腕のガリバー』(1986年、クロ)
- 『スケッチブック・ボイジャー』(1988年・2005年、夕顔) - 2005年は前田綾とダブルキャスト
- 『不思議なクリスマスのつくりかた』(1988年・1996年、サリー)
- 『サンタクロースが歌ってくれた』（1989年・1992年・1997年・2010年） - サヨ 役
  - 2010年（11月18日 - 28日、サンシャイン劇場）
- 『広くてすてきな宇宙じゃないか』(1990年・2012年、サイゴウ・1992年、オオクボ)
- 『ヒトミ』(1995年・2004年、佐久間) - 脚本兼任
- 『さよならノーチラス号』(1998年、真弓・2009年、佐知子)
- 『賢治島探検記』(2011年)
- 『カレッジ・オブ・ザ・ウィンド』(2015年、タケコ)

#### ARMs
- 『天ノ星ハ昔ノ光』(2009年、春田) - 脚本・演出兼任
- 『愛すべき娘たち All My Darling Daughters』(2011年・2013年・2017年上演予定) - 脚本・演出兼任
- 『天ノ星ハ昔ノ光2012』(2012年、春田) - 脚本・演出兼任
- 『嘆きの花束』(2012年)
- 『ファイアボール・ブルース』～近田ひさ子の憂鬱～(2014年）
- 『ピエタ』(2015年)

## 参考
1. ↑  渡辺多恵子『風光る』10巻（小学館）、2005年第15刷、184頁より引用
2. ↑  渡辺多恵子『風光る』10巻（小学館）、2005年第15刷、184・185・189頁より引用
3. ↑  “千葉発地域ドラマ「菜の花ラインに乗りかえて~Flowers For Another Life」制作！”.   NHK ONLINE. 2013年3月5日閲覧。
4. ↑  加藤昌史『拍手と言う花束のために』ロゼッタストーン、2005年初版、24頁より引用